# Wágner Fernandes da Silva
Wagner Fernandes da Silva conhecido também por Wagner é um ex-futebolista brasileiro que atuava como zagueiro, o jogador foi campeão da Copa Libertadores da América pelo Grêmio além do vice no Mundial Interclubes de 1995 também pelo Grêmio.
Era reserva de Adilson. É lembrado por ter marcado um gol de costas, na primeira partida da final do Campeonato Gaúcho de Futebol de 1997.
Atualmente está dando aula como professor e instrutor de futebol na Escolinha Meninos da Vila Marília.